# マーク・ハウザー
マーク・D・ハウザー（Marc D. Hauser、1959年11月25日 - ）はアメリカの進化生物学者。元ハーバード大学人文科学部・心理学科教授。人間や類人猿に特有と思われていた認識能力がサルにもあることを発見し、進化生物学、認知神経科学のカリスマ的学者だった。2010年、論文における不正が発覚し、2011年、ハーバード大学を辞職した。

## 経歴
ペンシルベニア州のバックネル大学(en:Bucknell University)から学士号を、カリフォルニア大学ロサンゼルス校の著名な動物行動学者ドロシー・チェイニー(Dorothy Cheney)とロバート・セイファー(Robert Seyfarth)の元で博士号を取得した。その後ミシガン大学のリチャード・ランガムの元でポスドクとして研究を行う。

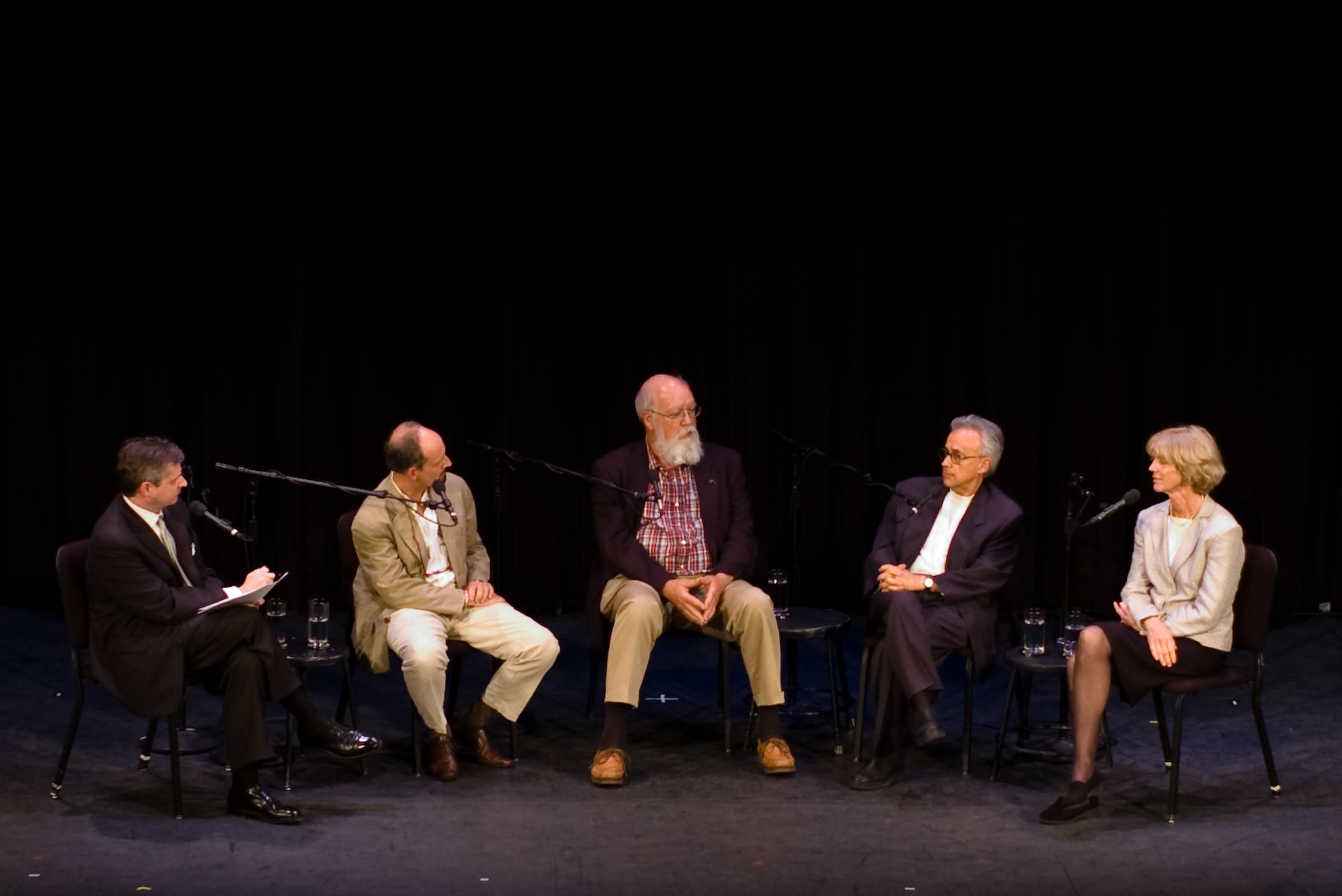
2008年のワールド・サイエンス・フェスティバルでのマーク・ハウザー（左から2人目）。
左から、ニューズウィーク誌のジョン・ミーチャム（:en:Jon Meacham） 、マーク・ハウザー、科学哲学者の ダニエル・デネット、神経科学者のアントニオ・ダマシオ（:en:Antonio Damasio）、神経哲学者のパトリシア・チャーチランド

1992年にハーバード大学の助教授として職を得て、1995年に準教授、1998年に38歳で教授に昇格した。
ハーバード大学で心理学教授、個体生物学・進化生物学教授、生物人類学教授を務め、「精神・脳・行動プログラム」をエリザベス・スペルクとともに共同で運営した。また認知進化研究室の室長、神経科学の非常勤教授などを務めた。その他にアーヴェン・デヴォアと共同で人間行動クラスを受け持っていた。このクラスは30年前にデヴォアとロバート・トリヴァースによって始められ、レダ・コスミデス、ジョン・トゥービー、サラ・ハーディなどの著名な進化心理学者が講師を務めていた。
ハウザーの研究は進化生物学と認知神経科学の境界に位置し、認知能力の進化のプロセスの理解を目的としている。彼の観察と実験はヒト以外の動物、および異なる年齢・精神的能力を持つヒトへ向けられている。また動物行動学、幼児の認知発達心理学、進化生物学、認知神経科学、神経科学の手法と理論的な洞察を積極的に取り入れていた。
彼の関心は言語の進化、道徳的判断の生得的基盤、数学的概念の進化と発達、経済的選好の比較研究、音楽能力の進化、知覚能力の生得的基盤である。
200報を越える論文の他に、『ワイルド・マインド：動物が本当に考えていること』(2000年)、『モラル・マインド：どのようにして自然は善や悪の普遍的な感覚をデザインしたのか』（2006年）など一般向けの著作でも知られている。
しかし、ハーバード大学を代表するかのような若く著名な教授に、2010年、論文における不正が発覚し、2011年、ハーバード大学を辞職した。

## 不正研究

### 経緯
1960年代、米国・チューレン大学（en:Tulane University）のゴードン・ギャラップ（en:Gordon G. Gallup）は、鏡に映った自分を自分と認識できる能力で動物の知能を測る方法を考案した。これは「鏡像認知」「自己鏡映像認知能力」（en:Mirror test）と呼ばれている。ちなみに、ヒト乳幼児では2歳前後に鏡や写真に写った自分を自分と認識できる。
1970年、ギャラップは、チンパンジーに鏡像認知能力があるが、サルにはないと報告した 。
その後、2014年10月の現在まで、チンパンジーなどの類人猿のほか、イルカ、ゾウ、カササギなども鏡像認知能力があるとされている。しかし、類人猿以外の動物での結果は、追試実験が不十分と考えられる面もあり、専門家の間では論争になっている。
サルではどうだろうか？
1995年、ハウザー（35歳）は、サルの1種であるワタボウシタマリンに鏡像認知能力があると発表した。ニューヨーク州立大学オールバニ校の心理学教授に移籍していたゴードン・ギャラップ（en:Gordon G. Gallup）は、ハウザーの発見に疑問を抱き、ハウザーが実験で撮影したビデオ録画を調査した。「私がハウザーの実験ビデオを観ても、そこには、科学的であろうとなかろうと、とにかく、鏡に映ったワタボウシタマリンがワタボウシタマリン自身を認識しているという彼の結論に納得できる映像は、どのワタボウシタマリンにも見出せなかった」と述べている。
ギャラップが残りのビデオ録画見せて下さいとハウザーに依頼すると、ハウザーの返事は、「ビデオは盗まれてしまった」だった。
1997年、ギャラップは、アンダーソン（Anderson）と共著で、ハウザー論文に批判的な論文を書いた。その論文には、「ハウザーの論文では、“認識”の基準が不十分である。自分たちの評価では、チンパンジーや他の大型類人猿が、鏡像認知を示すときに見られるようには、ワタボウシタマリンは、鏡像認知を示す行動をしていない」と述べた 。
1997年、ハウザーはギャラップに反論している。
2001年、しかし、ハウザー（41歳）は、その後、自分たちの実験が追試できないので、以前の結論の証拠が得られないと発表した
2007年、ハーバード大学はハウザー（47歳）を科学における不正行為の嫌疑で内部調査していると発表した。
2010年8月20日、ハーバード大学のマイケル・スミス（Michael Smith）人文科学部長は、3年間の調査の結果、8件の不正研究を見つけ、ハウザーに単独責任があると発表した。3件は出版論文、5件は未発表の研究だった。
2011年7月、ハウザー（51歳）はハーバード大学を2011年8月1日付けで辞職すると発表した。
2012年9月、米国政府機関の研究公正局は独自の調査により、「ハウザーの研究には不正があり、1つの研究でねつ造、複数の実験で改竄が見つかりました。それらの研究は、以下の政府研究費の援助を受けていました」と発表した。
- National Center for Research Resources (NCRR)
- National Institutes of Health (NIH), grants P51 RR00168-37 and CM-5-P40 RR003640-13,
- National Institute on Deafness and Other Communication Disorders (NIDCD), NIH, grant 5 R01 DC005863
- National Institute of Mental Health (NIMH), NIH, grant 5 F31 MH075298.

### 不正内容
ボストン・グローブ紙の2012年9月5日の記事と2014年5月30日の記事、研究公正局の2012年9月10日の通達を中心に、英語版ウィキペディアなどの情報を加味すると、以下のようだ。
ハウザーは6件の不正研究を単独で行なった。その内の主要な不正を以下に示す。
1. ハウザーは、2002年の「Cognition」誌の論文でデータをねつ造した「Hauser, M.D., Weiss, D., & Marcus, G. "Rule learning by cotton-top tamarins.' Cognition 86:B15-B22, 2002」[16]。その論文は、音節パターンを学習するサル（ワタボウシタマリン）の認識能力を研究したものである。彼はサルに特別な音節パターンを聞かせる実験をし、結果を図2にまとめた。音節パターンは、3連の音節で、例えば、「いろは」に慣らせた14匹のサルに、今度は「いはろ」を聞かせ「いろは」と区別できるかという実験である。しかし、実際には、後半の「いはろ」を聞かせていないにもかかわらず、聞かせたとするデータをねつ造し、ねつ造した結果を図2として発表した。この論文は2010年に撤回された。
2. 2005年の論文では、元データでは測定値がバラバラだったが、統計的に有意な数値となるようにハウザーが5点のうち4点を改竄した。
3. 2007年の論文「Hauser, M.D., Glynn, D., Wood, J. "Rhesus monkeys correctly read the goal-relevant gestures of a human agent.' Proceedings of the Royal Society B 274:1913-1918, 2007」は、アカゲザルが人間のジェスチャーを理解できるかどうかの実験を行なったが、7つの実験のうちの1つの「実験方法」と「結果」で改竄をした。人間がエサ箱（エサは入っていない）を指でさすと、サルが近づくかどうかの実験である。「結果」の改竄は、43匹の内31匹が近づいたと書いたが、実験記録には27匹しか近づいていなかった。
「実験方法」の改竄は、全部、ビデオ撮影したとあるが、実際には、30匹分しか撮影していなかった。
改竄前の元データでも統計的有意性はあるのにどうして改竄したのだろうか。2011年に訂正論文を「Proceedings Royal Society B 278(1702):58-159, 2011」に発表した。

### ハウザーの対応
ハウザー自身は、上記の不正研究について認めていないが、否定もしていない。ただし、研究公正局が提示した任意和解合意（Voluntary Settlement Agreement）を受入れ、2012年8月9日から3年間、米国政府・保健福祉省公衆衛生局（PHS）関連の諸事業（研究費申請・受給など）に一切関与できないことを了承した。 このことから、実質的には不正研究を“認めた”とされている。

## 著作
- The Evolution of Communication (MIT Press 1996). ISBN 978-0262082501
- Wild Minds: What Animals Really Think (Henry Holt, NY 2000) ISBN 0060780703
- A quoi pensent les animaux ? (Odile Jacob, October 16, 2002) ISBN 978-2738111890
- People, Property, or Pets? (New Directions in the Human-Animal Bond) (Purdue University Press, January 30, 2006) ISBN 978-1557533807
- Moral Minds: How Nature Designed a Universal Sense of Right and Wrong (Harper Collins/Ecco, NY 2006) ISBN 0805056696
- Evilicious: Cruelty = Desire + Denial (CreateSpace Independent Publishing Platform 2013) ISBN 978-1484015438

## 不正研究の関連項目
- 科学における不正行為
- 捏造 (科学)
- 改竄 (科学)
- 研究倫理
- 研究公正性（英語版）
- 研究助成金（英語版）